# チャド軍 (1960年 - 1979年)
チャド軍（チャドぐん、Forces Armées Tchadiennes, FAT）は、1960年から1979年まで、フランソワ・トンバルバイとフェリックス・マルームの両南部大統領の下で、チャド中央政府の軍隊として活動していたが、1979年にマルームが失脚し、国家憲兵隊長のワデル・アブデルカデル・カムゲが指揮を執るようになった軍隊。
国家憲兵隊の部隊を加えたFATは、主に南部5県のサラ族を代表する地域部隊となった。